# Kate Lyn Sheil
Kate Lyn Sheil (Jersey City, 13 giugno 1985) è un'attrice statunitense.

## Biografia
Nata e cresciuta a Jersey City, si è laureata alla Tisch School of the Arts dell'Università di New York nel 2006 con un Bachelor of Fine Arts in recitazione, per poi formarsi ulteriormente presso lo Lee Strasberg Theatre and Film Institute.
È nota perlopiù per i suoi ruoli nel cinema indipendente, spesso anche di genere, degli anni 2010, come You're Next, V/H/S, The Color Wheel e The Sacrament. Nel 2016, la rivista Rolling Stone l'ha definita «la Meryl Streep del cinema micro-budget».
Ha interpretato Lisa Williams nella serie televisiva di Netflix House of Cards - Gli intrighi del potere.

## Filmografia parziale

### Cinema
- Impolex, regia di Alex Ross Perry (2009)
- The Zone, regia di Joe Swanberg (2011)
- Silver Bullets, regia di Joe Swanberg (2011)
- The Color Wheel, regia di Alex Ross Perry (2011)
- You're Next, regia di Adam Wingard (2011)
- Second Honeymoon, episodio di V/H/S, regia di Ti West (2012)
- Sun Don't Shine, regia di Amy Seimetz (2012)
- Somebody Up There Likes Me, regia di Bob Byington (2012)
- The Sacrament, regia di Ti West (2013)
- Listen Up Philip, regia di Alex Ross Perry (2014)
- Queen of Earth, regia di Alex Ross Perry (2015)
- Equals, regia di Drake Doremus (2015)
- Buster's Mal Heart, regia di Sarah Adina Smith (2016)
- Golden Exits, regia di Alex Ross Perry (2017)
- Brigsby Bear, regia di Dave McCary (2017)
- Thank You for Your Service, regia di Jason Dean Hall (2017)
- She Dies Tomorrow, regia di Amy Seimetz (2020)
- The Seeding, regia di Barnaby Clay (2023)

### Televisione
- House of Cards - Gli intrighi del potere (House of Cards) – serie TV, 12 episodi (2014-2017)
- The Girlfriend Experience – serie TV, episodi 1x01-1x02-1x03 (2016)
- Outcast – serie TV, 11 episodi (2016-2017)
- Easy – serie TV, episodi 3x04-2x08 (2017-2019)
- High Maintenance – serie TV, 4 episodi (2018-2019)
- City on a Hill – serie TV, episodi 1x08-2x06 (2019-2021)
- Sciame (Swarm) – serie TV, episodio 1x04 (2023)
- The Idol – serie TV, 4 episodi (2023)

## Doppiatrici italiane
Nelle versioni in italiano dei suoi film e serie televisive, Kate Lyn Sheil è stata doppiata da:
- Gemma Donati in Outcast, Equals
- Domitilla D'Amico in The Girlfriend Experience
- Valentina Favazza in House of Cards - Gli intrighi del potere